# Eugène Diomi Ndongala Nzomambu
Eugène Diomi Ndongala Nzomambu, född 1962, är partiledare för det Kinshasa-kongolesiska partiet Fronten för demokratins överlevnad i Kongo.